# 埼玉西武ライオンズ・レディース
埼玉西武ライオンズ・レディース（さいたませいぶライオンズ・レデイース、英語: Saitama Seibu Lions Ladies Baseball Team）は、埼玉西武ライオンズが公認する（球団と無関係）女子硬式野球のアマチュアクラブチームで、運営法人は埼玉レディースベースボール。全日本女子野球連盟と関東女子硬式野球連盟に加盟。
日本野球機構（NPB）の加盟球団が公認する初めてのチームで、2020年4月1日から埼玉県川越市の尚美学園大学を拠点に活動を開始。同年7月16日からは同県加須市を本拠地にしている。
このチームを球団傘下と誤認されることが多いが、埼玉西武ライオンズ側は「公認(とそれに関わる協力)はしたが、我々が創設したチームではない」と運営上において西武球団と一切無関係である事を強調しており、これらの点で阪神・巨人のチーム運営と異なる点である。

## 概要
埼玉県所沢市を本拠地としている埼玉西武ライオンズの支援と公認によって誕生したチームで、2020年1月16日に発足を発表。同球団のOB（元投手）で、現役からの引退後に女子野球日本代表の投手コーチを歴任した新谷博（尚美学園大学女子硬式野球部監督）が、初代の監督に就任した。
NPB球団のチーム名を冠した初めての女子野球チームで、選手や首脳陣は、埼玉西武ライオンズと同じデザインのユニフォームや帽子を着用。同球団から野球用具の提供や「ライオンズアカデミー」専属コーチ（同球団OB）の派遣（臨時コーチ扱い）を受けるほか、ベルーナドームと同じ敷地にある球団所有のトレーニングセンターを練習に使用することが認められている。
ただし法人およびチームは、西武球団から金銭面での支援を受けないクラブチームとして運営するため、所属選手にはチームとは別の仕事に就くことを求めている。このため（2022年2月時点で）、各自収入のみで生活費（身体のケアに使う費用や食費など）や遠征費、長期でキャンプや自主トレを行う際には有給休暇を使い、移動手段や宿泊先などのマネジメントも選手自身が協力して行う必要があるなど、女子野球界全体の重要な課題である。現在は選手らの広報活動により、スポンサー企業がついたり用具寄贈などの支援を受けて活動している。
なお、4部制で構成されているヴィーナスリーグには、2020年シーズンから2部に参加。尚美学園大学は当チームの発足時点で1部に所属しているため、初代監督の新谷は、発足後も同大学の監督を兼務する。ただし、実際には日本国内で年頭から新型コロナウイルスへの感染が拡大している影響でリーグ戦が中止されたため、リーグ戦の代替大会にのみ参加。リーグへの本格的な参入は、2021年シーズン以降に持ち越された。
2020年7月に、埼玉県加須市と連携協定を締結。同年10月に開催された全日本女子硬式クラブ野球選手権大会で、初出場ながら優勝した。
2021年1月から、ベースボールスクールを開校。複数の元・プロ野球選手が専属のコーチに加わったほか、ヴィーナスリーグに加盟している大学（尚美学園大学など）の卒業生を選手として迎え入れている。
西武球団が永久欠番としている24番については着用を可能としており、過去には着用者が在籍したことがある。

### 発足までの経緯
日本国内では、2010年に活動を開始した日本女子プロ野球機構（JWBL）や、2013年からNPBと全日本軟式野球連盟が共同で開催している「NPBガールズトーナメント」の影響もあって、女子野球の競技人口が高校生を中心に増加の一途をたどっている。特に関東は、関東女子硬式野球連盟が主催するヴィーナスリーグ（NPBに加盟する読売ジャイアンツや、同球団と関係の深い報知新聞社が後援社に名を連ねている）を中心に女子野球が盛んな地域となっている。その一方、JWBLでは2019年のシーズン終了後に契約形態の変更などを巡って全所属選手71人中半数以上の36人が退団するという騒動が勃発（翌2020年にも同じく半数以上が退団、その後2021年を最後にリーグは無期限休止となった）。大学や社会人のレベルでも、急増する高校生以下の女子選手の進路先となり得るチームの不足が課題となっていた。
女子のアマチュア野球を統括する全日本女子野球連盟では、以上の状況を踏まえて、社会人レベルの女子アマチュア硬式野球への協力を西武球団に要請。同球団でもかねてから女子野球への貢献策を検討していたため、「トップレベルの女子選手が活躍できる環境の整備に協力していくことは、女子野球の発展のみならず、（男子を含めた）野球人口の減少の歯止めに寄与できるのではないか」という考えの下に支援を決定した。
なお、NPBのセントラル・リーグに加盟する阪神タイガースや読売ジャイアンツでも、このような動きを背景にそれぞれ2021年度から「阪神タイガース Women」、2022年度から「読売ジャイアンツ女子チーム」という名称で女子硬式野球のクラブチームを立ち上げている。
ちなみに、初年度（2020年度）の所属選手（21名）には、2019年までJWBL加盟のチームに所属した後にトライアウトで合格した選手3名が含まれている。

## チームの陣容
2025年体制
| 埼玉西武ライオンズ・レディース ロースター                                                        | 埼玉西武ライオンズ・レディース ロースター                                                                                                 | 埼玉西武ライオンズ・レディース ロースター | 埼玉西武ライオンズ・レディース ロースター                                                                                    | 埼玉西武ライオンズ・レディース ロースター | 埼玉西武ライオンズ・レディース ロースター                                                                    | 埼玉西武ライオンズ・レディース ロースター | 埼玉西武ライオンズ・レディース ロースター                         | 埼玉西武ライオンズ・レディース ロースター |
| ------------------------------------------------------------------------------------------------ | --- | ----------------------------------------- | --- | ----------------------------------------- | --- | ----------------------------------------- | ----------------------------------------------------------------- | ----------------------------------------- |
| 選手 (22名)                                                                                      | 選手 (22名) | 選手 (22名)                               | 選手 (22名) | 選手 (22名)                               | スタッフ | スタッフ                                  | スタッフ                                                          |                                           |
| 投手 (6名) - 10 望月音羽 - 30 伊藤優雅 - 11 館彩花 - 18 里綾実◎ - 29 キム ラギョン - 45 小松圭保 | 捕手 (2名) - 10 反頭瑚桜 - 21 英菜々子 ◎ 内野手 (6名) - 20 中村朱里 - 40 小坂未羽 - 50 小櫃莉央 - 14 有馬雅妃 - 19 千葉愛希 - 35 川中もも |                                           | 外野手 (8名) - 70 関思音 - 80 山崎紗綾 - 90 村田凪佐 - 15 米谷奈月 - 17 高田爽矢 - 20 石垣麻雅乃 - 27 井戸穂花 - 88 清水優花 |                                           | 会長 - 松木貴 GM - 50 新谷博 監督 - 60 出口彩香 コーチ - 33 岩見香枝 - 53 幸田正広 - 57 多胡肇 - 58 石平英一 |                                           | トレーナー - 梅林遼太 - 堀口春 マネージャー - 加藤萌音 - 松川史織 |                                           |

## 応援団
チームや連盟が公認する応援団は現在ないが、ファンによる歌唱応援や、2024年からはファン優志による応援団が設立されている（加須炎獅子会）。また、埼玉西武ライオンズの応援団が大会時の遠征をする場合がある（例：第19回全日本選手権・博多激獅会など）。鳴り物応援は、球場規定や大会主催者による許可が必要である。

## スポンサー
| 企業・団体名          | 備考 |
| --------------------- | ---- |
| キリン                |      |
| 環境管理センター      |      |
| Em’s Works            |      |
| 株式会社アルバ        |      |
| 住起産業株式会社      |      |
| 東京グランドホテル    |      |
| 湖池屋                |      |
| 秋葉建機株式会社      |      |
| KEN Career Consultant |      |

| 企業・団体名                     | 備考 |
| -------------------------------- | ---- |
| 有限会社増田総業                 |      |
| マスコー運輸有限会社             |      |
| 有限会社富士自動車               |      |
| 株式会社大熊電気工事             |      |
| MiTホールディングス              |      |
| ウム・ヴェルト株式会社           |      |
| フェニックス観光株式会社         |      |
| 株式会社ユニオン                 |      |
| ディクスホールディングス株式会社 |      |

## 各年一覧
| 各年の埼玉西武ライオンズ・レディース | 各年の埼玉西武ライオンズ・レディース |
| ------------------------------------ | ------------------------------------ |
| 2020年代                             | 2020 \| 2021 \| 2022 \| 2023 \| 2024 |

| 各年のヴィーナスリーグおよび関連大会 | 各年のヴィーナスリーグおよび関連大会 |
| ------------------------------------ | ------------------------------------ |
| 2020年代                             | 2021 \| 2022 \| 2023 \| 2024         |